# Ponder
Ponder è un centro abitato degli Stati Uniti d'America, situato nella contea di Denton dello Stato del Texas.
La popolazione era di 1.395 persone al censimento del 2010.

## Geografia fisica
Ponder è situata a 33°10′47″N 97°17′09″W (33.179741, -97.285805).
Secondo lo United States Census Bureau, ha un'area totale di 3,2 miglia quadrate (8,3 km²).

## Società

### Evoluzione demografica
Secondo il censimento del 2000, c'erano 507 persone, 191 nuclei familiari e 148 famiglie residenti nella città. La densità di popolazione era di 159,7 persone per miglio quadrato (61,8/km²). C'erano 205 unità abitative a una densità media di 64,6 per miglio quadrato (25,0/km²). La composizione etnica della città era formata dal 94,08% di bianchi, lo 0,99% di afroamericani, lo 0,20% di nativi americani, lo 0,39% di asiatici, il 2,37% di altre razze, e l'1,97% di due o più etnie. Ispanici o latinos di qualunque razza erano il 5,52% della popolazione.
C'erano 191 nuclei familiari di cui il 35,6% aveva figli di età inferiore ai 18 anni, il 70,2% erano coppie sposate conviventi, il 6,8% aveva un capofamiglia femmina senza marito, e il 22,0% erano non-famiglie. Il 18,8% di tutti i nuclei familiari erano individuali e il 7,9% aveva componenti con un'età di 65 anni o più che vivevano da soli. Il numero di componenti medio di un nucleo familiare era di 2,65 e quello di una famiglia era di 3,03.
La popolazione era composta dal 26,2% di persone sotto i 18 anni, il 5,5% di persone dai 18 ai 24 anni, il 35,9% di persone dai 25 ai 44 anni, il 23,7% di persone dai 45 ai 64 anni, e l'8,7% di persone di 65 anni o più. L'età media era di 37 anni. Per ogni 100 femmine c'erano 91,3 maschi. Per ogni 100 femmine dai 18 anni in giù, c'erano 91,8 maschi.
Il reddito medio di un nucleo familiare era di 54.107 dollari, e quello di una famiglia era di 61.250 dollari. I maschi avevano un reddito medio di 47.750 dollari contro i 29.545 dollari delle femmine. Il reddito pro capite era di 23.922 dollari. Circa l'1,4% delle famiglie e lo 0,9% della popolazione erano sotto la soglia di povertà, incluso nessuno sotto i 18 o sopra i 65 anni di età.

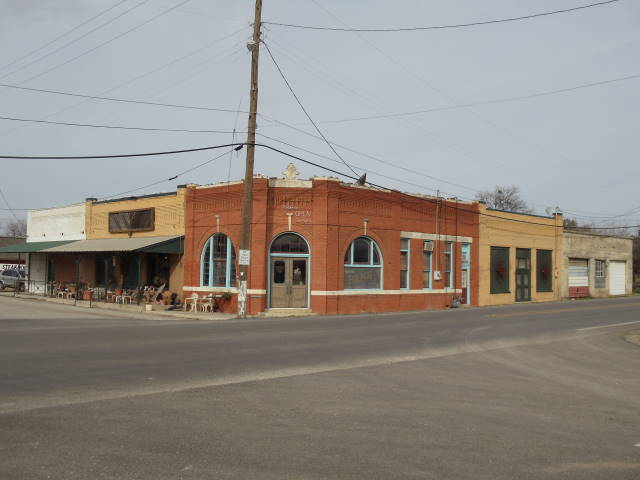
Downtown Ponder
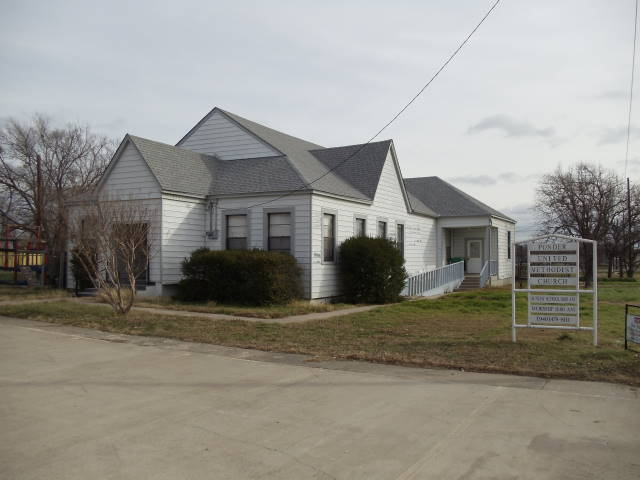
Ponder United Methodist Church
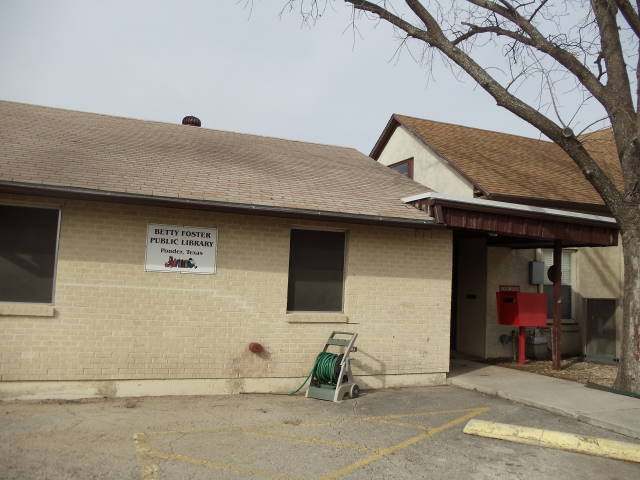
Ponder Public Library
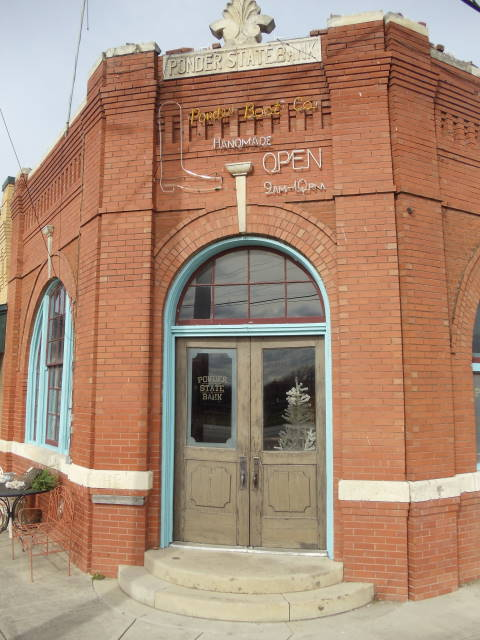
Ponder State Bank